# William Colenso

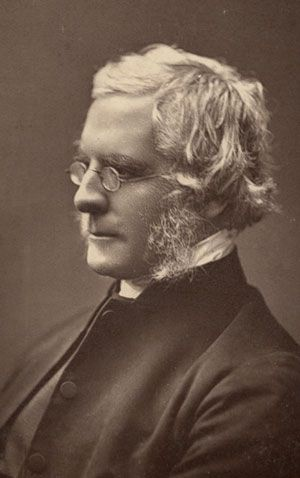
William Colenso (undatiert)

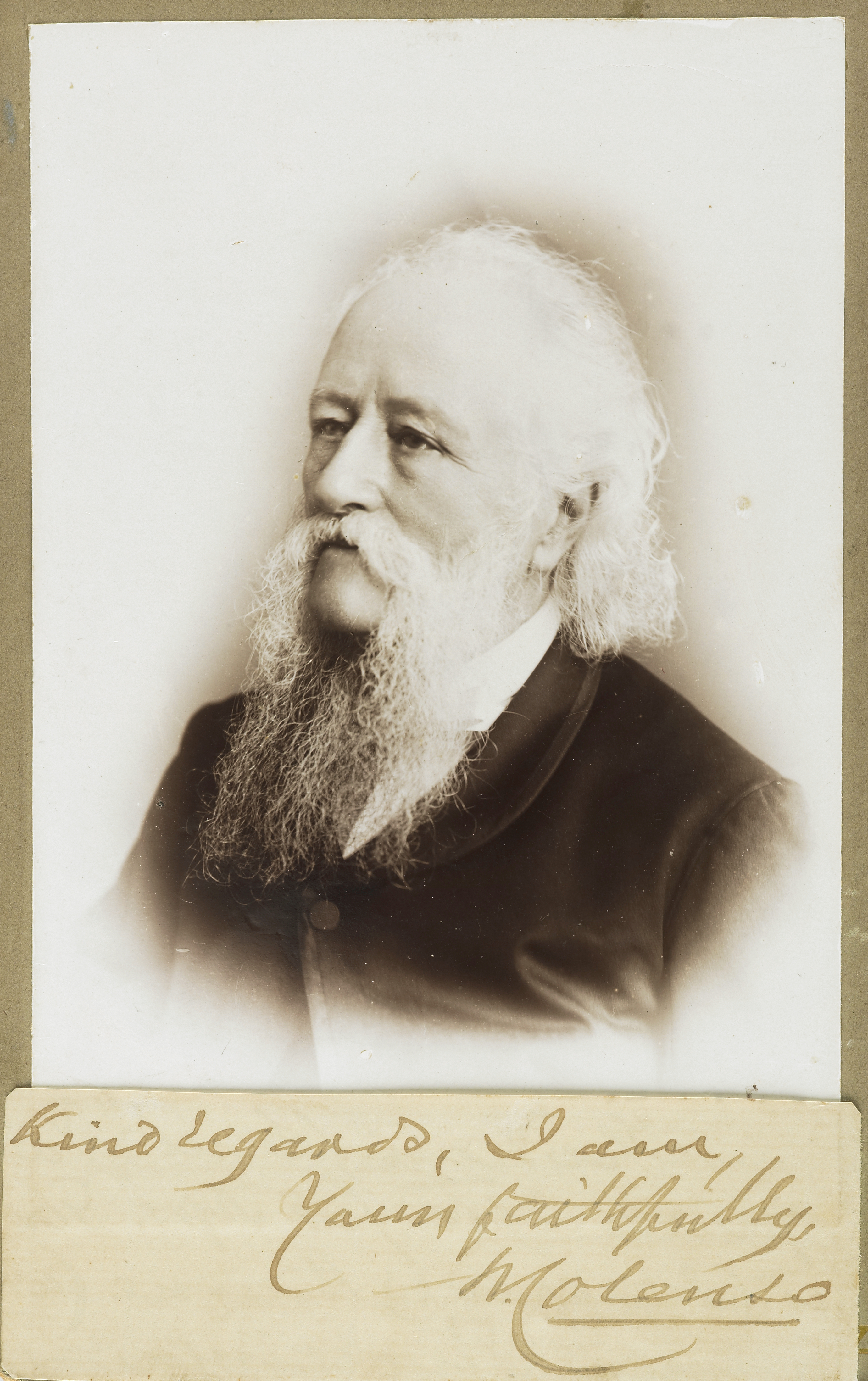
William Colenso, in späteren Jahren (undatiert)

William Colenso (* 17. November 1811 in Penzance, Cornwall, England; † 10. Februar 1899 in Napier, Neuseeland) war ein neuseeländischer Drucker, Botaniker, Naturforscher, Missionar und Politiker. Er war ein Vetter von John William Colenso.

## Leben
William Colenso wurde am 17. November 1811 als erstes Kind von Mary Veale Thomas und ihrem Ehemann, Samuel May Colenso, einem Sattler und Mitglied des Stadtrates, in Penzance, Cornwall, England, geboren. Er erhielt seine schulische Ausbildung von einem Privatlehrer und absolvierte ab 1826 eine Ausbildung zum Drucker in St Ives, in der nächstgrößeren Stadt.
1833 ging er nach London und arbeitete als Drucker für Richard Watts, dessen Firma für die Church Missionary Society arbeitete. Über diese Arbeit kam er in Kontakt mit dieser religiösen Gesellschaft, die zu jener Zeit einen Drucker für ihre Kirche in Paihia in der Bay of Islands in Neuseeland suchte. Colenso sagte zu und reiste im Juni 1834 auf der Prince Regent zunächst nach Australien und dann auf dem Schoner Blackbird von Sydney aus nach Neuseeland, wo er am 30. Dezember 1834 Paihia erreichte.
Die ersten Jahre waren nicht leicht für ihn, da die Arbeitsbedingungen wegen unzureichender Technik und Material nicht gut waren. Sein Einfallsreichtum sorgte aber für eine erfolgreiche Arbeit. So brachte er als erste Arbeit am 17. Februar 1835 eine sechzehnseitige Übersetzung des Briefs des Apostels Paulus an die Philipper und des Briefs des Apostels Paulus an die Epheser in die Sprache der Māori heraus. Es folgten weitere Aufträge, wie 5000 Exemplare von „William Williams’s Maori New Testament“ zu drucken oder 27.000 Exemplare des Book of Common Prayer in Māori. Doch er war nicht nur für die Kirche tätig, auch James Busby, britischer Resident in Neuseeland, ließ bei ihm drucken, so wie auch später die Kolonialregierung ihre erste New Zealand Government Gazette am 30. Dezember 1840.

## Rolle beim Vertrag von Waitangi
Colenso wird aber vor allem mit seiner gedruckten Übersetzung des Vertrags von Waitingi in die Maori-Sprache in Verbindung gebracht, die er am 17. Februar 1840 vorlegte und den stellvertretenden Gouverneur William Hobson darauf verwies, dass die meisten Māori nicht in der Lage wären den Text in seiner Reichweite zu verstehen, was Hobson seinerzeit brüsk zurückwies.
Colenso fasste seine Beobachtungen und Erfahrungen daraufhin in seinem 1890 veröffentlichten Werk „The authentic and genuine history of the signing of the Treaty of Waitangi“ (Die authentische und unverfälschte Geschichte der Unterzeichnung des Vertrages von Waitangi) zusammen.

## Colenso als Botaniker
Der Besuch Charles Darwins 1835 in der Bay of Islands förderte das Interesse an der Natur des Landes, so auch bei Colenso, der 1838 vom Chefbotaniker der Regierung von New South Wales, Allan Cunningham eine Kurzausbildung erhielt. Später machte er sich 1841 mit dem britischen Botaniker Joseph Dalton Hooker auf eine sechsmonatige Forschungsreise, aus der eine bleibende Freundschaft mit Hooker verblieb. In den Jahren 1841 bis 1842 und 1843 bis 1844 unternahm er weitere ausgedehnte Forschungsreisen auf der Nordinsel.

## Colenso als Missionar
Während seiner vielfältigen Aktivitäten vergaß Colenso seinen christlichen Missionsauftrag nicht und entwickelte eine dogmatische, sich selbst prüfende Form von einer Bekehrungstätigkeit, die der Church Missionary Society, für die er immer noch tätig war, suspekt war und ein Ersuchen seinerseits, als Geistlicher tätig werden zu können, zunächst ablehnte.
Als Colenso am 27. April 1843 Elizabeth Fairburn, die Tochter eines Missionars, in Ōtāhuhu in Auckland heiratete und damit eine wichtige Bedingung der Kirche erfüllte, war Bischof George Augustus Selwyn bereit, ihn als Priester zu akzeptieren. Am 22. September 1844 wurde Colenso schließlich geweiht und zog mit seiner Frau am 13. Dezember in die Hawke’s Bay, um dort eine Mission zu leiten. Ab 1848 sah sich Colenso zunehmenden Schwierigkeiten in seiner Missionsarbeit ausgesetzt. Seine unflexible, überhebliche und humorlose Art führte zu Spannungen zwischen ihm und den Māori-Chiefs. Nachdem er dann auch noch eine Affäre mit einer jungen maorischen Frau hatte, wurde er schließlich im November 1852 von seinem Amt suspendiert.

## Colenso als Politiker
1858 widmete sich Colenso der Politik und wurde am 16. Februar 1859 für Napier in den Hawke’s Bay Provincial Council (Provinzrat) gewählt. Er übernahm zunächst das Amt eines Finanzprüfers um dann später selbst das Amt des Schatzmeisters zu übernehmen. 1861 wurde er für Napier in die General Assembly (Generalversammlung) in Wellington gewählt. 1866 musste er nach einer verlorenen Wahl seinen Sitz an Donald McLean abgeben. Obwohl sich Colenso noch einige Zeit in der Politik halten konnte, fehlte ihm doch der Takt, die Fähigkeit zuzuhören und Kompromisse eingehen zu können. Seine Reden waren oft weitschweifig und obskur. Im Provinzrat hielt sich Colenso bis zu dessen Auflösung am 12. Oktober 1875.

## Seine letzten Jahre
In seinen letzten Jahren widmete sich Colenso seinen Arbeiten und Schriften zu botanischen Fragen. 1865 wurde er als Fellow in die Linnean Society (FLS) aufgenommen und 1886 durch die Aufnahme als Fellow in die Royal Society (FRS) für seine wissenschaftlichen Arbeiten geehrt.
1894 wurde seine Suspendierung als Diakon aufgehoben. Er starb am 10. Februar 1899 in Napier.